# Мирон Сич
Мирон Сич  (пол. Miron Sycz; *3 січня 1960, Остре Бардо, Вармінсько-Мазурське воєводство — 4 квітня 2024 ) — польський політик українського походження, посол до польського Сейму (від 5 листопада 2007 р.), учитель за фахом, активіст Об'єднання українців у Польщі (ОУП).

## Біографія
Закінчив Вищу педагогічну школу у Ольштині (Польща). Засновник Об'єднання шкіл із українською мовою навчання у м. Гурово-Ілавецьке, у 2007 році був директором. У 1998—2007 рр. — голова Вармінсько-Мазурського сеймику. Був активним сподвижником в побратимстві польських міст з українськими, та долучився до втілення в місті Ольштин Вулиці Тараса Шевченка.
Був членом партій ПОРП, Ліберально-демократичний конгрес i Унія Свободи. Від 2006 року, безпартійний. 2007 року пройшов до польського сейму за списком партії Громадянська платформа (РО), здобувши у ельблонґському окрузі 9 075 голосів.
Заступник голови комісії національних меншин Сейму Республіки Польща, а також заступник голови польсько-української парламентської групи. Претендує на посаду радника уряду Дональда Туска з українських питань.

## Родина
Батько, Сич Олександр (*1914, с. Ляшки Ярославського повіту), з 1937 до 1939 року був у польському війську, з 1938 року — членом ОУН, з осені 1945 року бійцем сотні «Месники-4» куреня «Месники» в УПА, схоплений солдатами ВП весною 1947 року та засуджений польською владою до страти, згодом покарання було змінене на 15-річне ув'язнення, під кінець 50-х років вийшов з тюрми.
Сестра Дарія — директор української школи в Торонто.

## Нагороди
- Хрест Заслуги (Польща) (2001)[4];
- орден «За заслуги» ІІІ ступеня (2001) за вагомий особистий внесок у піднесення міжнародного авторитету України, зміцнення співробітництва і дружніх зв'язків з історичною Батьківщиною та з нагоди 10-ї річниці незалежності України[5];
- орден «За заслуги» ІІ ступеня (2007) за вагомий особистий внесок у зміцнення авторитету України у світі, популяризацію її історичних і сучасних надбань та з нагоди 16-ї річниці незалежності України[6];
- орден «За заслуги» І ступеня (2009)[джерело?]